# Pyrgulopsis
Pyrgulopsis es un género de caracoles de la familia Hydrobiidae. En 1886 Call & Pilsbry describieron el género. Son moluscos gasterópodos de agua dulce, operculados. El nombre Pyrgulopsis se compone de Pyrgula y opsis = "aspecto de".
Las características generales del género Pyrgulopsis son: caparazón diminuto, cónico, algo elongado, sin perforaciones y unicarinado. El ápice es agudo. La apertura es oval. El opérculo es oval, delgado, córneo y espiral, con el punto polar bien hacia adelante y próximo a la columela. La rádula es odontófora con los dientes arreglados en filas transversas, de acuerdo a la fórmula 3 + 1 + 3.
La distribución del género Pyrgulopsis incluye el oeste y el suroeste de los Estados Unidos.

## Especies

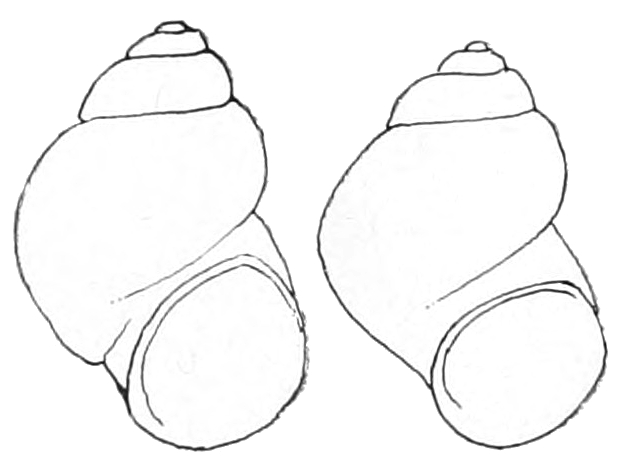
Caparazones de Pyrgulopsis deserta.

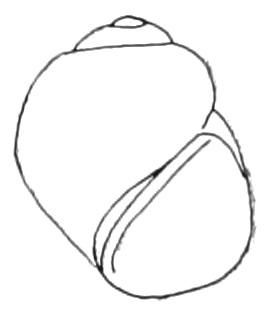
Un caparazón de Pyrgulopsis neomexicana.

Pyrgulopsis es el género con más especies de gasterópodos de agua dulce en América del Norte. En 2010 se reconocieron 133 species en este género, incluyendo:
- Pyrgulopsis aardahli Hershler, 1989
- Pyrgulopsis aloba Hershler, 1999
- Pyrgulopsis amargosae Hershler, 1989
- Pyrgulopsis archimedis S. S. Berry, 1947
- Pyrgulopsis arizonae (Taylor, 1987)
- Pyrgulopsis avernalis (Pilsbry, 1935)
- Pyrgulopsis bacchus Hershler, 1988
- Pyrgulopsis bedfordensis Hershler & Gustafson, 2001[5]
- Pyrgulopsis bernardina (Taylor, 1987)
- Pyrgulopsis blainica Hershler, H.-P. Liu & Gustafson, 2008[6]
- Pyrgulopsis bruneauensis Hershler, 1990
- Pyrgulopsis bryantwalkeri Hershler, 1994
- Pyrgulopsis californiensis (Gregg & Taylor, 1965)
- Pyrgulopsis carinifera (Pilsbry, 1935)
- Pyrgulopsis castaicensis Hershler & Liu, 2010[2]
- Pyrgulopsis chupaderae (Taylor, 1987)
- Pyrgulopsis conica Hershler, 1988
- Pyrgulopsis cruciglans Hershler, 1998
- Pyrgulopsis crystalis Hershler & Sada, 1987
- Pyrgulopsis davisi (Taylor, 1987)
- Pyrgulopsis deaconi Hershler, 1998[7]
- Pyrgulopsis deserta (Pilsbry, 1916)
- Pyrgulopsis diablensis Hershler, 1995
- Pyrgulopsis eremica Hershler, 1995
- Pyrgulopsis erythropoma (Pilsbry, 1899)
- Pyrgulopsis fairbanksensis Hershler & Sada, 1987
- Pyrgulopsis gibba Hershler, 1995
- Pyrgulopsis gilae (Taylor, 1987)
- Pyrgulopsis giuliani Hershler & Pratt, 1990
- Pyrgulopsis glandulosa Hershler, 1988
- Pyrgulopsis greggi Hershler, 1995
- Pyrgulopsis hendersoni (Pilsbry, 1933)
- Pyrgulopsis idahoensis (Pilsbry, 1933)
- Pyrgulopsis ignota Hershler, Liu & Lang, 2010[3]
- Pyrgulopsis intermedia (Tryon, 1865)
- Pyrgulopsis isolata Hershler & Sada, 1987
- Pyrgulopsis kolobensis (Taylor, 1987)
- Pyrgulopsis longae Hershler, 1995
- Pyrgulopsis longinqua (Gould, 1855)
- Pyrgulopsis merriami (Pilsbry & Beecher, 1892)
- Pyrgulopsis metcalfi (Taylor, 1987)
- Pyrgulopsis micrococcus (Pilsbry, 1893)
- Pyrgulopsis milleri Hershler & Liu, 2010[2]
- Pyrgulopsis montezumensis Hershler, 1988
- Pyrgulopsis morrisoni Hershler, 1988
- Pyrgulopsis nanus Hershler & Sada, 1987
- Pyrgulopsis neomexicana (Pilsbry, 1916)
- Pyrgulopsis nevadensis (Stearns, 1883)
- Pyrgulopsis owensensis Hershler, 1989
- Pyrgulopsis pecosensis (Taylor, 1987)
- Pyrgulopsis perturbata Hershler, 1989
- Pyrgulopsis pilsbryana (J. L. Baily & R. I. Baily, 1952)
- Pyrgulopsis pisteri Hershler & Sada, 1987
- Pyrgulopsis robusta (Walker, 1908)
- Pyrgulopsis roswellensis (Taylor, 1987)
- Pyrgulopsis simplex Hershler, 1988
- Pyrgulopsis sola Hershler, 1988
- Pyrgulopsis stearnsiana (Pilsbry, 1899)
- Pyrgulopsis taylori Hershler, 1995
- Pyrgulopsis texana (Pilsbry, 1935)[3]
- Pyrgulopsis thermalis (Taylor, 1987)
- Pyrgulopsis thompsoni Hershler, 1988
- Pyrgulopsis trivialis (Taylor, 1987)
- Pyrgulopsis turbatrix Hershler, 1998[8]
- Pyrgulopsis ventricosa Hershler, 1995
- Pyrgulopsis wongi Hershler, 1989

Las especies de Pyrgulopsis del Norestes de América se consideran en un género aparte llamado Marstonia según Thompson y Hershler (2002).
- Pyrgulopsis agarhecta (F. G. Thompson, 1969) - Marstonia agarhecta F.G. Thompson, 1969
- Pyrgulopsis arga (F. G. Thompson, 1977) - Marstonia arga  - F.G. Thompson, 1977
- Pyrgulopsis castor (F. G. Thompson, 1977) - Marstonia castor F.G. Thompson, 1977
- Pyrgulopsis halcyon (F. G. Thompson, 1977) - Marstonia halcyon F.G. Thompson, 1977
- Pyrgulopsis hershleri F. G. Thompson, 1995 - Marstonia hershleri (F.G. Thompson, 1995)
- Pyrgulopsis letsoni (Walker, 1901) - Marstonia letsoni (Walker, 1901)
- Pyrgulopsis lustrica (Pilsbry, 1890) - Marstonia lustrica (Pilsbry, 1890)
- Pyrgulopsis ogmoraphe (F. G. Thompson, 1977) - Marstonia ogmorhaphe (F.G. Thompson, 1977)
- Pyrgulopsis olivacea (Pilsbry, 1895) - Marstonia olivacea (Pilsbry, 1895)
- Pyrgulopsis ozarkensis Hinkley, 1915 - Marstonia ozarkensis (Hinkley, 1915)
- Pyrgulopsis pachyta (F. G. Thompson, 1977) - Marstonia pachyta F.G. Thompson, 1977
- Pyrgulopsis scalariformis (Wolf, 1869) - Marstonia scalariformis (Wolf, 1869)